# Aḫi-ʾantu
Aḫi-ʾantu war ein babylonischer Schreiber. Er wird häufig in Kolophonen von Texten aus der Seleukidenzeit erwähnt, da sich deren Schreiber auf ihn als Vorfahren zurückführen.